# St. Georgii (Hildesheim)

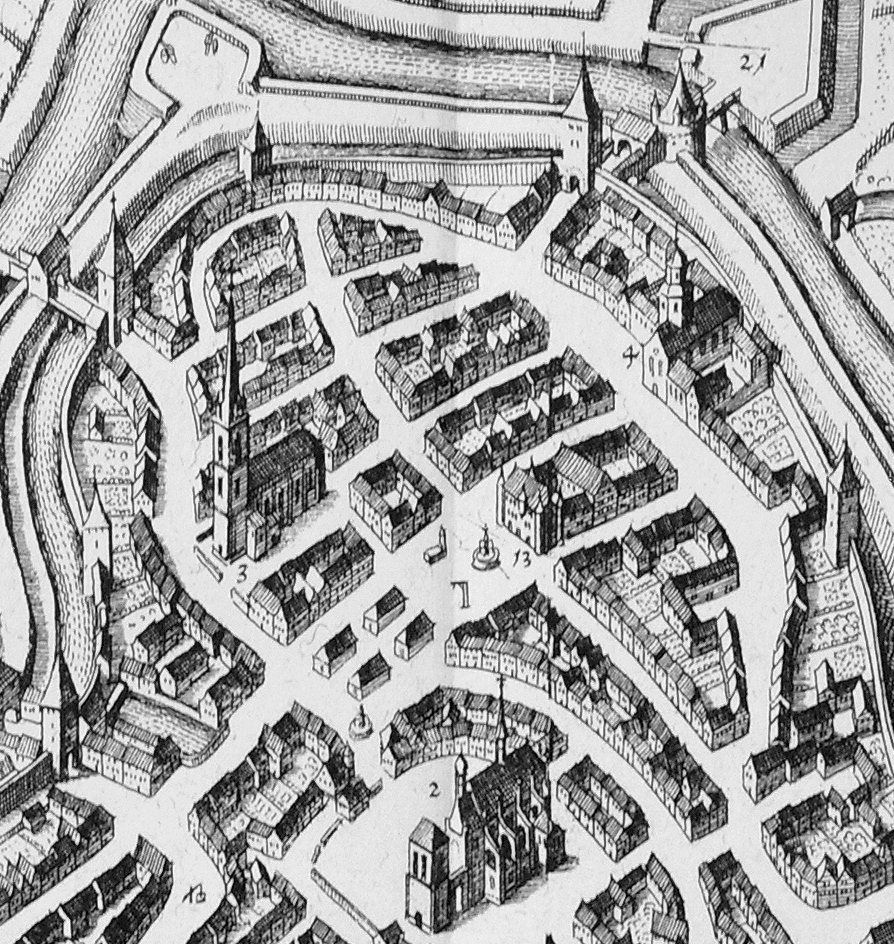
Nordöstliches Viertel der Hildesheimer Altstadt (Merian 1653): rechts St. Georgii (4), darüber das Ostertor (21); links St. Jakobi (3), unten St. Andreas (2), in der Mitte das Rathaus (13)

St. Georgii war eine kleine Kirche in der Altstadt von Hildesheim, von der keine baulichen Reste erhalten sind. Sie wurde um 1220 als Filialkapelle von St. Andreas an der Ostseite der Osterstraße gegenüber der Einmündung der Markstraße erbaut. Um 1300 wurde die St.-Georgii-Bäuerschaft, eine der sechs Altstädter Bäuerschaften, nach ihr benannt. 1368 erhielt das Kirchlein einen Chor, 1500 einen Turm.
Mit der Einführung der Reformation in Hildesheim wurde St. Georgii lutherische Pfarrkirche. In der Kirche wurden Vertreter von Bürgerschaft und Adel bestattet; nördlich von ihr befand sich ein Friedhof.
Ende des 18. Jahrhunderts war Hermann Heimart Cludius Inhaber der Pfarrstelle. 1809 wurde die Pfarrei aufgehoben und der St.-Jakobi-Gemeinde eingegliedert. Das Gebäude wurde 1813 durch den Abrissunternehmer Temme gekauft und abgetragen.
1934 erhielt ein west-östlich verlaufendes Straßenstück nahe der einstigen Kirche den Namen Bei St. Georgen (vorher 1. Rosenhagen); beim Wiederaufbau der Stadt nach 1945 wurde der Name auf einen neu geschaffenen nord-südlichen Straßenzug übertragen.
Das Roemer-und-Pelizaeus-Museum besitzt zwei Epitaphe aus St. Georg.